# BSV 68 Sebnitz
Der Bürger Sportverein 1968 Sebnitz e.V. ist ein deutscher Sportverein mit Sitz in der sächsischen Stadt Sebnitz im Landkreis Sächsische Schweiz-Osterzgebirge.

## Geschichte

### Vorgängervereine
Vor dem Ersten Weltkrieg gab es in Sebnitz die Vereine FC Wacker 1908 und Sportclub 1912. Diese wurden allerdings nach Ausbruch des Krieges aufgelöst, weil alle Mitglieder in den Kriegsdienst eingezogen wurden. Nach dem Ende des Krieges gründeten schließlich die verbliebenen Mitglieder den VfB Sebnitz. Nach der Fußball-Abteilung wurde im Jahr 1948 auch eine Tischtennis-Abteilung gegründet. Im Jahr 1968 kam noch Radball sowie 1998 durch die Eingliederung des örtlichen Vereins Tennis dazu.

### Heutiger Verein
Der Verein wurde im Jahr 1946 als SG Sebnitz unter dem 1. Vorsitzenden Kurt Schimmel neu gegründet. Diese setze die Tradition des VfB Sebnitz fort. Im Jahr 1952 nahm die SG den neuen Namen BSG Motor Sebnitz unter dem Trägerbetrieb VEB Hebezeugwerk und Elektrowerkzeug Sebnitz an. Durch die Olympiaförderung kam es anschließend im Jahr 1968 noch einmal zu einer Umbenennung, diesmal in BSV 68 Sebnitz.

## Abteilungen

### Fußball
In der einmalig ausgetragenen Landesmeisterschaft Sachsen 1948/49 trat die Mannschaft im Bezirk Dresden in der Staffel 2 an und belegte hier mit 4:32 Punkten nach 18 Spielen den zehnten und damit letzten Platz. Dadurch stieg man zur Folgesaison in die Bezirksklasse ab. Anschließend stieg die SG auch noch weiter in die Kreisklasse ab. Nach Eingemeindung von Amtshainersdorf wurde der dortige Sportverein aufgelöst und alle Spieler traten der SG Sebnitz bei. Zur Saison 1952/53 gelingt dann die Rückkehr in die Bezirksklasse. Dort belegte die Mannschaft am Ende der Saison den sechsten Platz. In den 1960er bis in die 1980er Jahre spielte die Mannschaft dann immer wieder in der Bezirksklasse. Anfang der 1990 steigt man dann längerfristig ab und kehrte erst Anfang der 2000er Jahre wieder auf.
Hier spielte diese auch noch in der Saison 2003/04, nach der man mit 79 Punkten als Meister aber aufsteigen durfte. Angekommen in der Bezirksliga gelang mit 66 Punkten gleich direkt der nächste Meistertitel und einem weiteren Durchmarsch. In der Sachsenliga, war dann aber erst einmal der Steile Aufstiegssturm vorbei und mit 47 Punkten sicherte man sich hier den fünften Platz. Nach eigentlich sehr passablen Spielzeiten in dieser Spielklasse zog man sich allerdings zur Saison 2009/10 in die Bezirksklasse zurück. womit auch die zweite Mannschaft abgestuft wurde. Nach der folgenden Spielzeit in der neuen Liga stieg man mit 71 Punkten als Meister wieder auf und kehrte erst einmal in die Bezirksliga zurück. Aus dieser wurde dann später die Landesklasse. In dieser ging es nach einem vierten Platz und 50 Punkten nach der Saison 2017/18 aber kurzzeitig erst einmal freiwillig hinunter in die Kreisoberliga aus der es als Meister mit 62 Punkten aber gleich wieder hoch ging. So spielt die Mannschaft bis heute in der Landesklasse.